# Alyssa-Jane Cook
Alyssa-Jane Cook est une actrice australienne née le 16 février 1967 en Papouasie-Nouvelle-Guinée.
Elle a joué régulièrement le rôle de Lisa Bennett dans la série télévisée australienne E Street.
Elle a joué également dans les séries Farscape, Above The Law et Summer Bay.